# Odstone
Odstone – osada w Anglii, w hrabstwie Leicestershire, w dystrykcie Hinckley and Bosworth, w civil parish Shackerstone. Leży 5 km od Market Bosworth. W 1931 roku civil parish liczyła 142 mieszkańców. Odstone jest wspomniana w Domesday Book (1086) jako Odestone.